# Sukawana (Kintamani)
Sukawana is een bestuurslaag in het regentschap Bangli van de provincie Bali, Indonesië. Sukawana telt 4355 inwoners (volkstelling 2010).